# Konstantin Frick
Konstantin Frick (* 3. Juni 1907 in München; † 3. August 2001 ebenda) war ein deutscher Bildhauer.

## Leben
Konstantin Frick war der Sohn von Anna Bschlagngaul (1877–1925) und Constantin Frick (1855–1929). Am 7. Januar 1937 heiratete er Ingeborg Maria Elisabeth Cropp (* 11. Oktober 1911; † 1998).
Frick absolvierte eine Steinmetzlehre und studierte an der Akademie der Bildenden Künste München. 1929, nach dem Tod seines Vaters, übernahm er den elterlichen Steinmetz- und Steinbildhauerbetrieb, der 1925 das Kriegerdenkmal (Unterhaching) erstellt hatte.
Er gestaltete zahlreiche Grabmale auf nahezu allen Friedhöfen Münchens.
1934 errang er bei einem Wettbewerb für die plastische Gestaltung der Eingangspfeiler der Berliner Waldbühne den ersten Platz, erhielt aber keinen Auftrag zur Ausführung.

## Werke

### München
- Ostfriedhof beim Krematorium 1958: Für ihre Überzeugung haben unter der politischen und geistigen Unterdrückung der Jahre 1933–1945 tapfere Frauen und Männer ihr Leben geopfert. Ehre ihrem Andenken.
- Friedhof am Perlacher Forst 1963: An der Ecke des KZ-Ehrenhaines: Hier sind 4092 Opfer nationalsozialistischer Willkür zur letzten Ruhe bestattet (cs here lie buried 4092 victims of National Socialist despotism) Sowie an der Displaced-Persons-Grabanlage here lie buried in foreign soil 1129 dead from twelve nations. Peace be with them.[4]

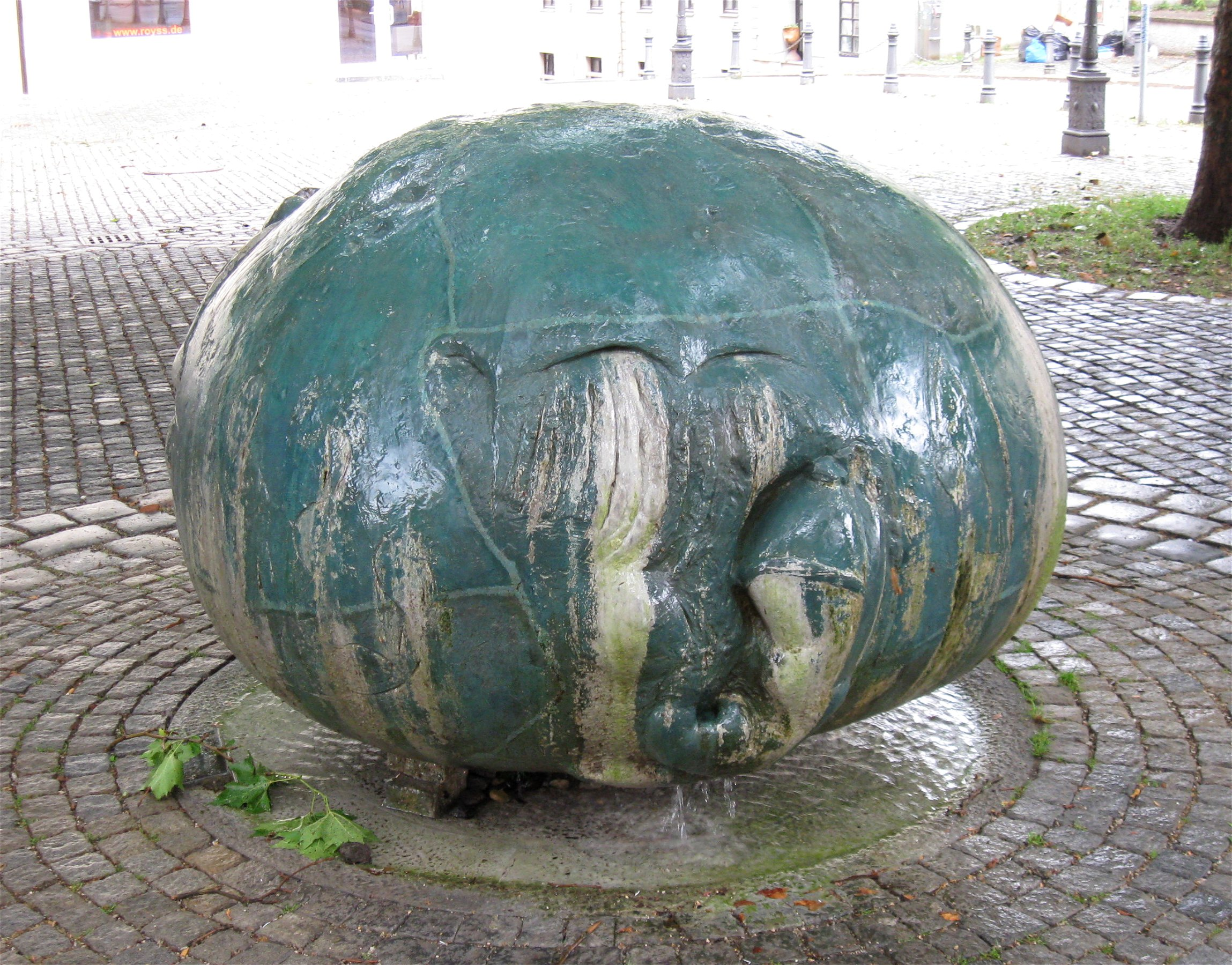
Spitzweg-Brunnen am Stephansplatz 3

- St. Nikolaus (München-Hasenbergl) 1962: Grundstein und der Taufstein aus Basaltlava mit dem Symbol der Dreifaltigkeit.Spitzweg-Brunnen am Stephansplatz 3
- Spitzweg-Brunnen am Stephansplatz 3 (1979)
- Ausführung des Vögel-Brunnens an der Fürstenstraße 13
- Ringwellenbrunnen im Hof der Grundschule an der Kafkastraße 9
- Hirschbrunnen Perlacher Forst, »Harlachinger Geräumt«[5]
- Originale Nachbildung des Kurt-Eisner-Denkmals auf dem Ostfriedhof
- Im ehemaligen Atelierhof in der Tegernseer Landstraße 38/42 sind zwei lebensgroße Gorillas aus Sandstein und Muschelkalk aufgestellt.[6]

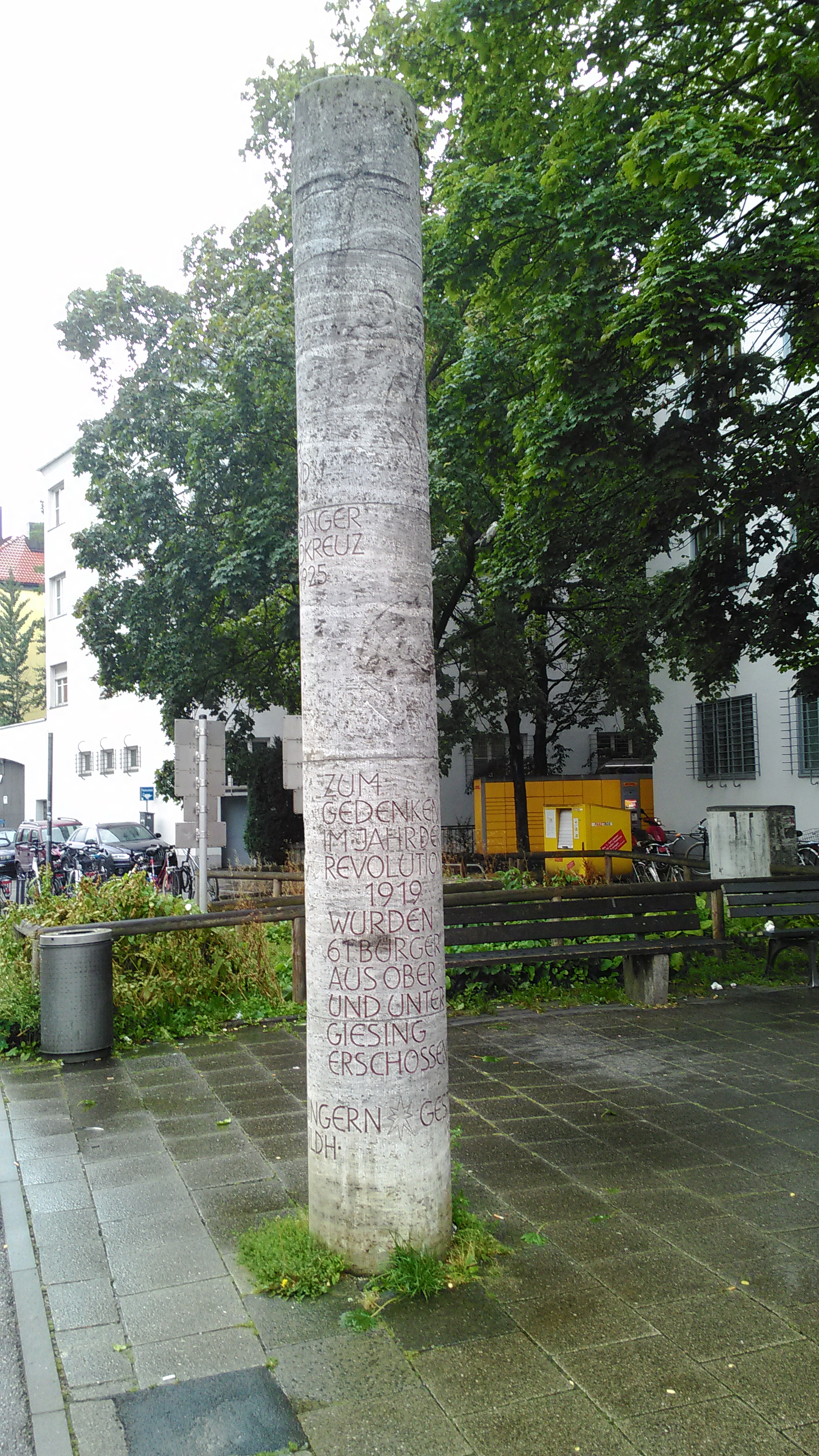
München: Giesinger Geschichtssäule

- Giesinger Geschichtssäule am Tegernseer Platz: Stele vor der Telapost: 1200 Jahre Giesing 790–1990, Zum Gedenken im Jahr der Revolution 1919 wurden 61 Bürger aus Ober- und Untergiesing erschossen. Hier stand das Giesinger Feldkreuz bis 1925, Gestiftet von den Giesingern, Konstantin Frick Bildh. Als am 1. Mai 1919 Reichswehrtruppen und Freikorpsverbände nach München einmarschierten, um die Räterepublik zu stürzen, kam es am Giesinger Berg zu erbitterten Kämpfen, welche die Gegenrevolutionäre erst nach zwei Tagen für sich entschieden. In der Tegernseer Landstraße steht vor der Tela-Post in Erinnerung an jene Tage eine Granitsäule, die 61 Giesinger Bürgern gewidmet ist, die 1919 ermordet wurden.
- Schutzmantelmadonna-Brunnen auf dem Mariahilfplatz (1984) nach dem Vorbild der im Krieg stark beschädigten Schutzmantelmadonna aus der Mariahilfkirche

### Verona
1975: Brunnen auf der Piazza Bra